# Туйон
Туйон или монотерпин (название по номенклатуре ИЮПАК: 1-изопропил-4-метилбицикло[3.1.0]гексан-3-он) — бесцветное вещество с характерным запахом, напоминающим ментол. Химическая формула: C10H16O.
Является токсичным для человека.

## Физико-химические свойства
Этот кетон, относящийся к классу производных терпенов, может находиться в двух стереоизомерных формах — (+)-5-туйон или α-туйон и (−)-5-туйон или β-туйон. Плотность 0,92 г/см³, температура кипения 201 °C. Туйон нерастворим в воде, однако хорошо растворяется в этаноле и диэтиловом эфире.
Туйон весьма реакционноспособен, легко окисляется на воздухе.

## Туйон в природе и его физиологическое действие

### Природные источники
Туйон был найден в некоторых растениях, таких как туя (отсюда — название туйона), кипарис, можжевельник, пижма, шалфей и горькая полынь, обычно в смеси своих изомеров в отношении 1:2.

### Туйон и свойства абсента
Туйон является одним из двух важнейших действующих компонентов абсента наряду с этиловым спиртом. В последнее время наличие туйона в эфирных маслах и ароматизаторах рассматривается[кем?] как нежелательное явление.

### Токсикология туйона
Повышенную токсичность ряда эфирных масел связывают с наличием туйона, в связи с чем на такие масла введены ограничения на использование для пищевых целей и ароматерапии.
Хотя во многих источниках утверждается, что туйон обладает галлюциногенным действием, это не было доказано. Предполагалось, что туйон является сильным агонистом каннабиноидных рецепторов, подобно терпеноидам конопли. Это средство, однако, оказалось слишком слабым, чтобы воспроизводить эффекты терпеноидов конопли. Сейчас считается, что туйон противодействует тормозному эффекту гамма-аминомасляной кислоты (ГАМК), нейромедиатора ЦНС, блокируя её рецепторы. Установлено, что туйон является антагонистом ГАМК-эргических рецепторов ЦНС типа А. В высоких дозах туйон вызывает судорожные припадки. Возможно, за счёт влияния на рецепторы ГАМК туйон вносит вклад в губительное действие абсента на головной мозг у лиц, злоупотребляющих данным алкогольным напитком. Последнее утверждение тоже дискутируется, так как некоторые авторы считают, что концентрация туйона в абсенте слишком мала для того, чтобы значимо дополнять токсическое влияние основного компонента абсента — этилового спирта.
Исследования влияния одного из изомеров (α-туйона) на животных показали, что смертельная доза (LD50) — примерно 45 мг/кг для мышей интраперитонеально (при 0 % смертности при дозе 30 мг/кг и 100 % при 60 мг/кг). Для людей смертельная доза туйона не оценивалась.

## Законодательное регулирование в продуктах

### Европейский союз
Максимальный уровень туйона в пищевых продуктах стран ЕС:
- 0,5 мг/кг в продуктах, кроме изготовленных из шалфея и неалкогольных напитках.
- 5 мг/кг в алкогольных напитках, содержащих до 25 % этанола (ABV).
- 10 мг/кг в алкогольных напитках, содержащих более 25 %(об.) этанола.
- 25 мг/кг в продуктах, содержащих шалфей.
- 35 мг/кг в алкогольных напитках, маркируемых, как биттеры.

### Таможенный союз ЕАЭС[6]
- В алкогольных напитках: не более 10 мг/кг (л).
- В алкогольных напитках, произведённых с использованием полыни: не более 35 мг/кг (л).
- В безалкогольных напитках, произведённых с использованием полыни: не более 0,5 мг/кг (л).

### США
Блюда и напитки, содержащие различные сорта полыни, эвернию сливовую, пижму и тысячелистник, согласно FDA, не должны содержать туйон. На использование других растений, содержащих это вещество, ограничений нет. Например, шалфей и его эфирное масло (которое может содержать до 50 % туйона) Управление по контролю качества продуктов и лекарств признало безопасным. Содержание туйона в абсенте, предназначенном для продажи в США, не должно превышать 10 мг/кг.

### Канада
В Канаде законы о напитках находятся в ведении правительств провинций. В Британской Колумбии нет ограничений на содержание туйона; в Альберте, Онтарио и Новой Шотландии допускается содержание 10 мг/кг; в Квебеке — 15 мг/кг; в Манитобе — 6—8 мг/л; в остальных провинциях продажа абсента, содержащего туйон, запрещена.